# 渕田萌生
渕田 萌生（ふちだ めぐみ、2000年7月7日 - ）は、日本の柔道選手。石川県出身。階級は57kg級。身長164cm。血液型はO型。組み手は右組み。得意技は寝技。

## 経歴
柔道は6歳の時に鶴来坂田道場で始めた。北辰中学から津幡高校へ進むと、2年と3年の時にインターハイ57㎏級で5位になった。2019年に山梨学院大学へ進学すると、1年の時に優勝大会で2位になった。3年の時には優勝大会で3位だったが、学生体重別で優勝した。2023年に自衛隊体育学校の所属となると、実業個人選手権で優勝した。2024年の講道館杯では決勝で大阪府警の足達実佳を破って、シニアの全国大会初優勝を飾った。グランドスラム・東京では決勝で足達に技ありで敗れて2位だった。2025年2月のグランドスラム・パリでは準決勝でイスラエルのティムナ・ネルソン＝レヴィに小外掛で敗れて3位だった。4月の体重別では決勝で三井住友海上の玉置桃に有効で敗れて2位だった。なお、世界選手権の団体戦メンバーに選ばれた。続くアジア選手権では決勝でモンゴルのテルビシュ・アリウンザヤに反則勝ちして優勝した。団体戦では準決勝のモンゴル戦でテルビシュに有効勝ちすると、決勝のウズベキスタン戦には出場しなかったが、チームは優勝した。世界団体 では準々決勝のウズベキスタン戦で勝利するがその後出番はなく、チームも3位にとどまった。7月のグランドスラム・ウランバートルでは準決勝でIJF名義で出場したロシアのクセニア・ガリツカヤに技ありで敗れて3位だった。
IJF世界ランキングは700ポイント獲得で59位(25/7/20現在)。

## 戦績
- 2017年 -　インターハイ 5位
- 2018年 -　高校選手権 5位
- 2018年 -　インターハイ 5位
- 2019年 -　優勝大会 2位
- 2021年 -　優勝大会 3位
- 2021年 -　学生体重別 優勝
- 2023年 -　実業個人選手権 優勝
- 2024年 -　実業個人選手権 3位
- 2024年 - 講道館杯 優勝
- 2024年 - グランドスラム・東京 2位
- 2025年 - グランドスラム・パリ　3位
- 2025年 - 体重別　2位
- 2025年 - アジア選手権 個人戦　優勝　団体戦　優勝
- 2025年 - 世界団体 3位
- 2025年 - グランドスラム・ウランバートル　3位

(出典、JudoInside.com)